# 文教大学女子短期大学部
文教大学女子短期大学部（日语：／ Bunkyo Daigaku Joshi Tanki Daigakubu *）是过去一所位于日本神奈川县茅崎市的私立短期大学。前身是立正学园女子短期大学（日语：／ Risshō Gakuen Joshi Tanki Daigaku *）。

## 概要

### 简介
- 学校最早可以追溯到1927年[1][2]。短期大学为于1953年开办[2]、由学校法人文教大学学园经营。招生到2009年、停办于2012年[3]。「人类爱、立正精神」为建学精神

### 历史
- 1953年 立正学园女子短期大学成立于东京都品川区并同时设置一个学科即家政科[2]。
- 1962年 两个学科成立、以下列举[2]。
  - 英语英文科
  - 儿童科第二部[注 6]。
- 1963年 两个学科成立、以下列举[2]。
  - 文艺科
  - 营养科
- 1968年 改校名为立正女子大学短期大学部[2]。
- 1976年 改校名为文教大学女子短期大学部[2]。
- 1984年 经营的基础更名为学校法人文教大学学园。
- 1985年 校园迁址至神奈川县茅崎市[2]。
- 2000年 四个学科改名为、以下列举[2]。
  - 文艺科→现代文化学科[注 3][注 4]
  - 英语英文科→英语沟通学科[注 3][注 5]
  - 荣养科→健康营养学科
  - 家政科→生活设计学科[注 2][注 3][注 4]
- 2009年 最后一年招生（只健康营养学科）、次年停止招生[3]（正式停办于2012年3月24日[2]）。

## 学校环境
- 校区：在了神奈川县茅崎市[注 1]

## 历任校长
- 大桥ゆか子：最后短期大学校长[3]

## 组织

### 学科
- 健康营养学科

### 前学科
| - 生活设计学科 - 英语传播学科 - 儿童科第二部 - 现代文化学科 |

### 专科
| - 没有 |

### 业余课程
| - 没有 |

## 知名校友
- 清水美智子：女演员
- 加纳朋子：推理作家
- 小樱舞子:演歌歌手
- 田中直美：演歌歌手
- 奥山真佐子：女演员
- 高桥纪子：山本昌平的管理人

## 相关链接
- 日本短期大学列表